# Alban Chambon
Alban Chambon (Varzy, 13 juni 1847 - Brussel, februari 1928) was een Frans-Belgische architect die vooral bekend is door zijn eclectische, exuberante, sprookjesachtige interieurs. Hij was een autodidact die onder meer gewerkt heeft in Parijs, Brussel, Amsterdam, Antwerpen, Londen, Wenen, Boedapest, Oostende en Spa. Uit zijn rijke carrière is maar weinig bewaard gebleven: voornamelijk het Hotel Métropole, de Ranelagh en Garrick theaters, het kasteel van Roumont en het voormalige ASLK-gebouw aan de Wolvengracht.

## Biografie
Chambon werd geboren in het Bourgondische stadje Varzy. Al op zestienjarige leeftijd trok hij naar Parijs.

### Handwerker en tekenaar
Hij begon er als leerjongen en toonde zich in verschillende ateliers bekwaam om alle soorten werk te doen (stukadoor, ornamentist, plafondwerker, ciseleerder, beeldhouwer, tapijtwerker, meubelmaker...). Hij behaalde een diploma van beeldhouwer aan de école des Beaux-Arts van Parijs.
Vier jaar later vertrok hij naar Brussel (1868), mogelijk op aanraden van zijn vriend Georges Houtstont. Later zou zij hierover zeggen: "In Parijs was alles gecodificeerd. In Brussel was alles vrij". Aanvankelijk was hij er tekenaar bij verschillende architecten. In 1870 trad hij in het huwelijk. Hij zou twee dochters en drie zonen krijgen. Drie jaar later werd hij ook vrijmetselaar. In datzelfde jaar 1873 begon Chambon voor zichzelf. In zijn atelier aan de Elsense Livornostraat maakte hij zijn ontwerpen niet alleen op papier, maar ook als gipsmodel op ware grootte. Daardoor kon hij de verhoudingen en lichtwerking beter beoordelen. De methode liet ook toe om zijn ideeën beter over te brengen op uitvoerders en opdrachtgevers, desnoods door hen er foto's van op te sturen.

### Interieurarchitect
Eind jaren 70 kreeg hij de opdracht voor het Eden, een variététheater in Brussel. Met Wilhelm Kuhnen ontwierp hij een sprookjespaleis in neomoorse stijl. Het theater opende in 1880 en betekende het begin van een ware specialisatie voor Chambon. In Brussel werkte hij samen met Albert Dumont en Charles Gys. Van 1885 tot 1888 ontwierp hij in Londen vijf theaterinterieurs, met Charles John Phipps en Walter Emden.
Hij werd ook gevraagd voor andere interieurs. Het meest bekende is dat van het befaamde Hotel Métropole, een opdracht van de familie Wielemans Ceuppens. Voor de Franse industrieel Louis Mors ontwerpt hij een eiken muzieksalon in Vlaamse neorenaissancestijl, een biljartzaal en een vestibule. Het muzieksalon, gekend voor zijn uitstekende akoestiek, is later het Théâtre Ranelagh geworden.

### Architect en urbanist
In 1896 nam Chambon de titel van architect aan en begon hij complete architecturale en urbanistische projecten te aanvaarden. Rond deze periode was Chambon doorgedrongen tot de hoogste kringen, en werd hij bijvoorbeeld fel gewaardeerd door koning Leopold II. In zijn Elsense ateliers werkten tot 200 mensen. Hij ging ook samenwerken met zijn zonen: vanaf 1898 met Fernand, later ook met Gaston en Alfred.
In 1894 had Édouard Otlet hem gevraagd om een compleet masterplan te maken voor de aanleg van Westende als badplaats. Hij ontwierp meteen ook een twintigtal villa's en cottages, die typisch zouden worden voor de stijl aan de Belgische kust. Daaronder ook zijn eigen villa La westendaise. In deze periode maakte hij ook plannen voor de renovatie van Otlets Parijse kasteel. Hij moest een rechtszaak aanspannen tegen Otlet om betaling te ontvangen, waardoor in 1901 een einde kwam aan hun samenwerking. Het was Octave van Rysselberghe die het project in Westende verderzette.
Chambon verlegde zijn aandacht terug naar Oostende, waar zijn meesterwerk tot stand kwam. In acht seizoenen herbouwde hij het Kursaal van Joseph Naert. Aan het op zich al frivole origineel voegde hij zijn eigen uitbundige accenten toe. Aan de Van Iseghemlaan liet hij ook in recordtempo een schouwburg optrekken (1904), in zijn eclectische, kleurrijke, figuratieve stijl.
Meer en meer ging hij zich toeleggen op urbanistische projecten voor Leopold II. Hij maakte grote plannen voor de omgeving van de Congreskolom, het Troonplein en de Kunstberg in Brussel. Door de dood van de vorst zou er echter niets van in huis komen. De ster van Chambon was tanende.
In 1912 ontwierp hij nog een volledig kasteel op het domein van Roumont (Ochamps) voor baron Evence III Coppée, die gevraagd had om het Kasteel van Azay-le-Rideau als model te nemen.

### Privé
Alban Chambon was op 13 augustus 1870 in Brussel gehuwd met Palmyre Corteyn, in aanwezigheid van kunstenaars Georges Houtstont en Henri De Nobele. Ze kregen vijf kinderen. Hun drie zonen, Fernand, Gaston en Alfred, werden zelf architecten en ontwerpers.
Alban Chambon stierf, vrijwel onopgemerkt, in 1928.

## Werk
- Edentheater (Brussel, 1880)
- Beurstheater (Brussel, 1880)
- Parkschouwburg (Amsterdam, 1882-83)
- Huis van Ernest Solvay (Elsene, 1884)[9]
- Tivoli (Londen)
- Frascati (Londen)
- Garrick (Londen)
- Gaity Theatre (Londen)
- Sloan Square Theatre (Londen)
- The Krasnapolsky Restaurant (Londen, 1890-91): voor dit project werkte Chambon samen met de architecten Jan Springer en Willem Kromhout. Het restaurant ging haast onmiddellijk failliet maar maakte een succesvolle doorstart onder de oude naam Frascati's (Oxford Street 26-32)
- Hôtel Métropole (Brussel, 1892-93)
- Interieur van de Pôle Nord in de Centrale Hallen (Brussel, 1894)
- Hôtel Mors (Passy, 1894), voor Louis Mors
- Theaterzaal in de tuin van het Maison d'Art van Edmond Picard (Brussel, 1895)[10]
- Koninklijk kasteel (Ardenne, 1897): een met faïence beklede wand uit dit kasteel kwam in het bezit van het echtpaar Gillon-Crowet en is te bezichtigen in het Fin-de-Siècle Museum.
- Park van Laken
- Stadsplan, villa’s, cottages en Westend'Hôtel (Westende, 1894-1900)[11]
- Café-restaurant Paon Royal (Antwerpen, 1899), met Emile Thielens
- Brasserie/Dancing La Terrasse (Oostende)
- Sokkel voor het standbeeld van de Waterdraagster (Sint-Gillis, 1898)
- Kursaal (Oostende, 1898-1907)
- Stadsschouwburg (Oostende, 1903-1905), op de plaats van het huidige Europacentrum
- Triomfbruggen Graaf de Smet de Naeyer (Oostende, 1904-1905)
- Groentenmarkt-Petit Paris (Oostende, 1907)
- Casino (Spa, 1903-9)
- Hoofdzetel van de Algemene Spaar- en Lijfrentekas (Brussel, 1910-1918)
- Voetgangersdoorgang onder Westelijk Ringspoor, Koninginnelaan (Laken, 1911-1913)
- Plan voor Belgrado (1912)[12]
- Graftombe van de familie Samuel-Torres op de begraafplaats van Brussel (1913)

## Waardering
Zelfs al werkte Alban Chambon voor de hoogste aristocratische en burgerlijke kringen, zijn realisaties werden in kunstenaarskringen niet al te sterk gewaardeerd. Men vond zijn feeërieke ontwerpen en bevreemdende stijlvermenging weinig verheffend. Chambon was bekend met hoger aangeschreven stijlen als de art nouveau (en leidde zelfs Paul Hamesse op in zijn atelier), maar hij heeft er nooit aansluiting bij gezocht. Met de opkomst van de rationele bouwstijlen zou het oordeel over zijn werk enkel strenger worden. Pas recent is zijn oeuvre terug in de belangstelling gekomen. In 2011 is er een expositie aan hem gewijd in Brussel.
- Bibliothèque nationale de France: cb16183676f (data)
- Gemeinsame Normdatei: 141317205
- International Standard Name Identifier: 0000 0001 2214 6797
- Library of Congress Control Number: no2010090188
- Istituto Centrale per il Catalogo Unico: VEAV453818
- Système universitaire de documentation: 142679615
- Union List of Artist Names: 500227439
- Virtual International Authority File: 120914358
- WorldCat: E39PBJgHbhxVpRG9BfhBTCXDbd